# Архиповка (Липецкая область)
Архи́повка — деревня Новочеркутинского сельского поселения Добринского района Липецкой области.
Находится у южной границы центра поселения села Новочеркутино. В 1 км западнее протекает река Плавица.

## История
После разрастания в XX веке села Новочеркутино приблизилось к границе деревни, и сейчас это фактически единый населённый пункт.

## Население
| 2010 |
| ---- |
| 9    |

## Объекты культурного наследия[2]
- Курганная группа  (8 насыпей)  исторический памятник (региональный)
- Курган 1 ур. Ванино  исторический памятник (региональный)
- Курган 2 ур. Ванино   исторический памятник (региональный)
- Курганная группа у ур. Ванино (3 насыпи)   исторический памятник (региональный)
- поселение 1 в  устье ручья Пловутка  исторический памятник (региональный)
- Курган 1 в устье ручья Пловутка исторический памятник (региональный)
- Курганная группа в устье руч. Пловутка (3 насыпи)  исторический памятник (региональный)[3]